# Флаг Октябрьского сельского поселения (Красноармейский район)
Флаг муниципального образования Октя́брьское сельское поселение Красноармейского района Краснодарского края Российской Федерации — опознавательно-правовой знак, служащий официальным символом муниципального образования.
Флаг утверждён 13 декабря 2011 года и внесён в Государственный геральдический регистр Российской Федерации с присвоением регистрационного номера 7633.

## Описание
«Прямоугольное полотнище с отношением ширины к длине 2:3, воспроизводящее композицию герба Октябрьского сельского поселения Красноармейского района в синем (голубом), красном, белом и жёлтом цветах».
Геральдическое описание герба гласит: «В скошенном слева червлёном и лазоревом поле, поверх деления — четырнадцать серебряных звёзд о четырёх лучах (сообразно щиту), сопровождаемые в червлени — золотым стоящим оленем настороже и сопровождённым вверху и слева тремя дубовыми листьями и двумя желудями на одном черенке того же металла, а в лазури — серебряной идущей лошадью, так же сопровождённой расходящимися метёлками риса на одном стебле того же металла».

## Обоснование символики
Флаг языком символов и аллегорий отражает исторические, культурные и экономические особенности сельского поселения.
Октябрьское сельское поселение расположено на правом берегу реки Кубань, среди плавней, преобразованных трудом жителей четырнадцати населённых пунктов поселения в рисовые чеки.
Четырнадцать звёздочек аллегорически указывают на количество населённых пунктов в составе поселения.
Синий цвет аллегорически указывает на реку Кубань, многочисленные ерики и созданные среди плавней рисовые чеки.
Изображение метёлок риса говорит об одном из основных экономических направлений в развитии поселения — рисоводстве и аллегорически указывает на предприятия, занимающиеся выращиванием и созданием новых сортов риса.
Красный цвет полотнища аллегорически указывает на наименование Красного леса, расположенного на землях поселения и богатого разнообразной флорой и фауной. Красный цвет символизирует красоту, праздник, труд, тепло, а также отвагу и героизм, проявленные жителями поселения в годы Великой Отечественной войны. Красный цвет указывает и на административный центр сельского поселения — посёлок Октябрьский, получивший своё наименование в честь праздника Красного Октября.
Изображение благородного оленя указывает на редчайшую фауну в этой зоне Краснодарского края, среди которой присутствуют и благородные олени. Олень — символ благородства, уверенности и готовности защитить родную землю.
Изображение дубовой ветви с желудями указывает на то, что лес — лиственный, а также и на реликтовые дубовые деревья, а среди них есть такие которым более 300 лет. Дуб символ мужества, отваги, крепости, надёжности. Жёлуди символизируют молодое поколение поселения, надежду на перспективное развитие.
Жёлтый цвет (золото) символизирует величие, богатство и процветание, прочность, а также говорит о верности, славе и заслугах жителей сельского поселения.
Изображение лошади указывает на особую любовь местных жителей к данному животному и конезаводы, расположенные в поселении. Лошадь — символ храбрости, силы, быстроты, жизненной энергии.
Белый цвет (серебро) — символ мудрости, совершенства, чистоты, справедливости, дружбы и взаимопонимания.